# Stigmella lapponica
Stigmella lapponica là một loài bướm đêm thuộc họ Nepticulidae. Nó được tìm thấy ở hầu hết châu Âu (ngoại trừ Balkan Peninsula và the Mediterranean Islands), phía đông đến miền nam part of the Palearctic ecozone.

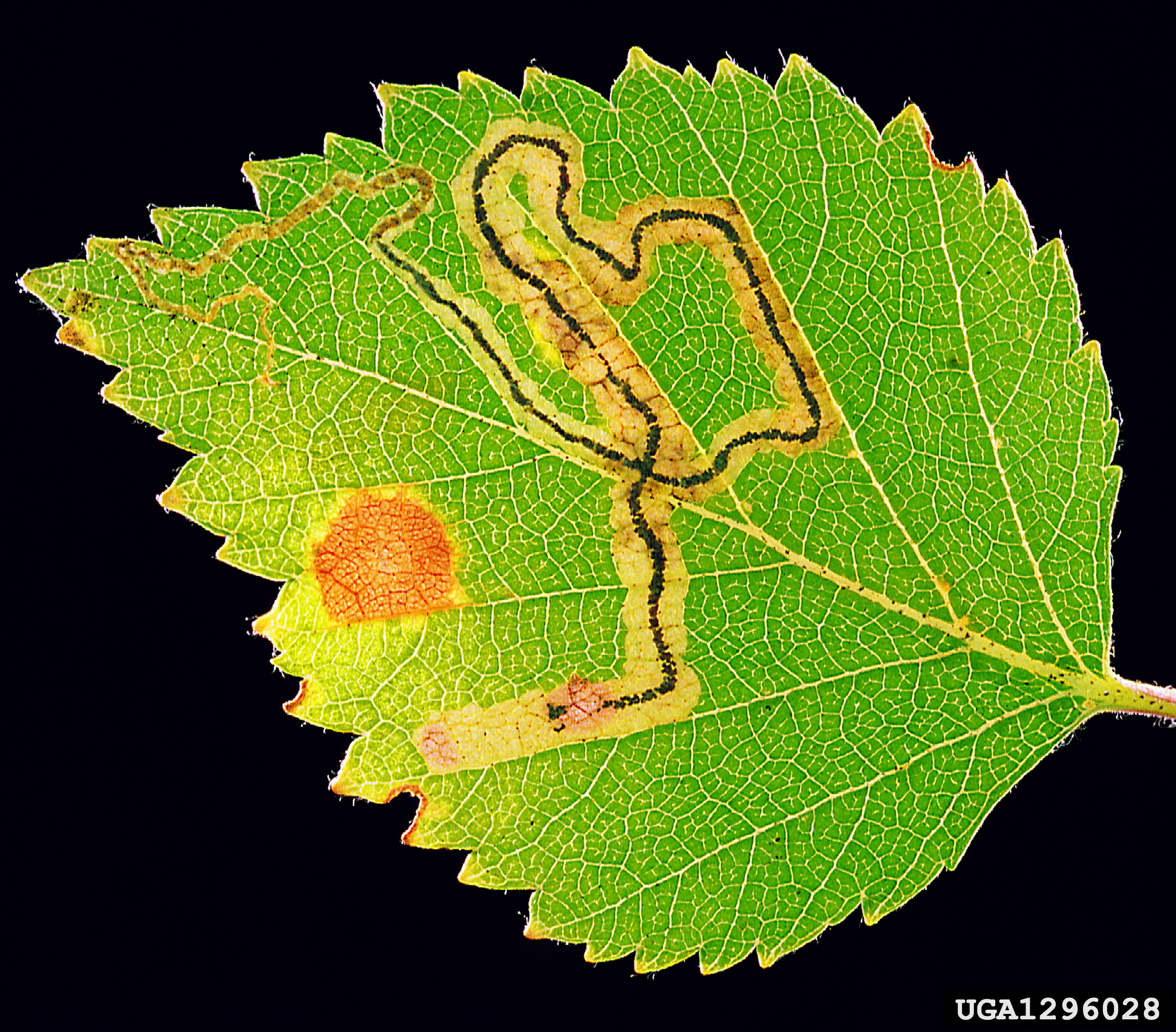
Stigmella lapponica mine

Sải cánh dài 5–7 mm. Con trưởng thành bay vào tháng 5. Có một lứa một năm.
Ấu trùng ăn Betula humilis, Betula nana, Betula pendula và Betula pubescens (bao gồm Betula pubescens carpatica). Chúng ăn lá nơi chúng làm tổ. 